# Aleksandr Oevarov
Aleksandr Nikolajevitsj Oevarov (Russisch: Александр Николаевич Уваров) (Oblast Toela, 20 maart 1922 - Moskou, 24 december 1994) was een Sovjet-Russisch ijshockeyer. 
In 1954 werd Oevarov met de Sovjet-ijshockeyploeg wereldkampioen.
Oevarov won tijdens de Olympische Winterspelen 1956 in Cortina d'Ampezzo de gouden olympische medaille, dit toernooi was ook als wereldkampioenschap aangemerkt. 
Oevarov speelde zijn hele carrière voor Dinamo Moskou.